# Čeněk Doleček
Čeněk Doleček (5. dubna 1898 Žamberk – 18. října 1944 Drážďany) byl hajný, odbojář z období druhé světové války a oběť nacismu.

## Život

### Před druhou světovou válkou
Čeněk Doleček se narodil 5. dubna 1898 v Žamberku v rodině kočího. Sloužil jako hajný v parishovských lesích a bydlel v hájovně Kletná u Litic nad Orlicí. Po obsazení Sudet Německem mu baron Parish umožnil přestěhovat se i s rodinou do hájovny v Luhu, kde mohl pokračovat ve svém zaměstnání.

### Druhá světová válka
Po německé okupaci se on i jeho rodina rozhodli účastnit protinacistického odboje a jeho hájovna poskytovala zázemí Obraně národa a spolupracovala i s partyzánskou skupinou Krylov. V blízkosti hájovny vykopal pro tyto účely se synem Oldřichem zemljanku. Během Heydrichiády ukryl Václava Kindla, Bohuslava Grabovského a Vojtěcha Lukaštíka z výsadku Intransitive. Na začátku roku 1943 došlo k vyzrazení Dolečkových a 11. 3. téhož roku k jejich zatčení Gestapem v rámci větší zatýkací akce. Rodina ale nikoho dalšího neprozradila a byla odvezena do terezínské Malé pevnosti. Na podzim 1943 byl v Drážďanech odsouzen k smrti a tamtéž gilotinou popraven 18. října 1944. Manželka Marie Dolečková a dcera Hana Dolečková byly odsouzeny k několikaletým trestům, válku ale přežily. Syn Oldřich jako nezletilý odsouzen nebyl, skončil v koncentračním táboře pro nezletilé v Solingen-Mohring, kde musel těžce pracovat a stal se objektem nacistických lékařských experimentů. Konce války se ve zbídačeném stavu dožil, ale v srpnu 1945 v nemocnici v Göttingenu zemřel. Před hájovnou Čeňka Dolečka stojí od roku 1959 pomník věnovaný jemu a jeho synovi.

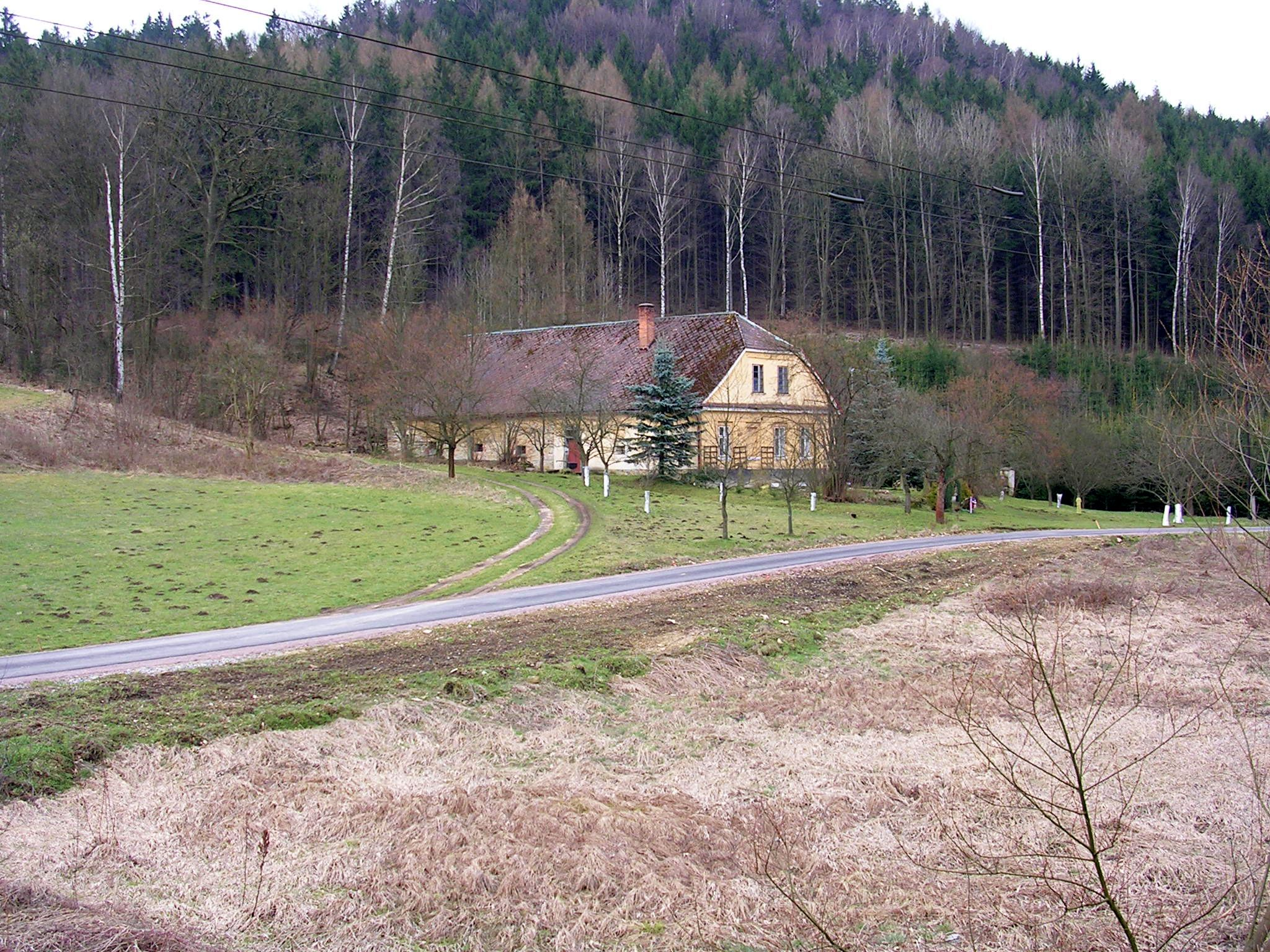
Bývalá Dolečkova hájovna v Luhu